# Palčice
Palčice (německy Paltschitz) je malá vesnice, část městyse Čechtice v okrese Benešov. Nachází se asi 5,5 km na západ od Čechtic. V roce 2009 zde bylo evidováno 11 adres. Jižně od Palčic pramení Sedlický potok, který je levostranným přítokem řeky Želivky.
Palčice leží v katastrálním území Nakvasovice o výměře 9,56 km².

## Historie
První písemná zmínka o vesnici pochází z roku 1436.

## Sklárna
K založení sklárny došlo roku 1796 skelmistry Josefem Nachtmannem a Antonínem Zopfem. Do Palčice přišly ze zaniklé huti v Košeticích. Zopf pocházel z Rosenthalu. Josef Nachtmann byl Čech narozený v Boskovicích. Nachtmann byl zručný sklář. Specializoval se na výrobu barevného skla a výrobu ozdobných nádob z pavučinkového skla. Dělal nabídkové kolekce a jeho zákazníci patřili mezi majetnější. Pracoval nejprve v huti v Košeticích jako řezač skla (1789–1792), pak jako tovaryš (1792–1794) a vypracoval se zde na skelmistra (1794–1796). Jako skelmistra přešel i do huti Palčice. V roce 1850 bylo v Palčicích 21 popisných čísel se 169 obyvateli, včetně skláren. Ve sklárnách pracovalo asi 40 osob. Sklárna zanikla v polovině 19. století.

## Galerie

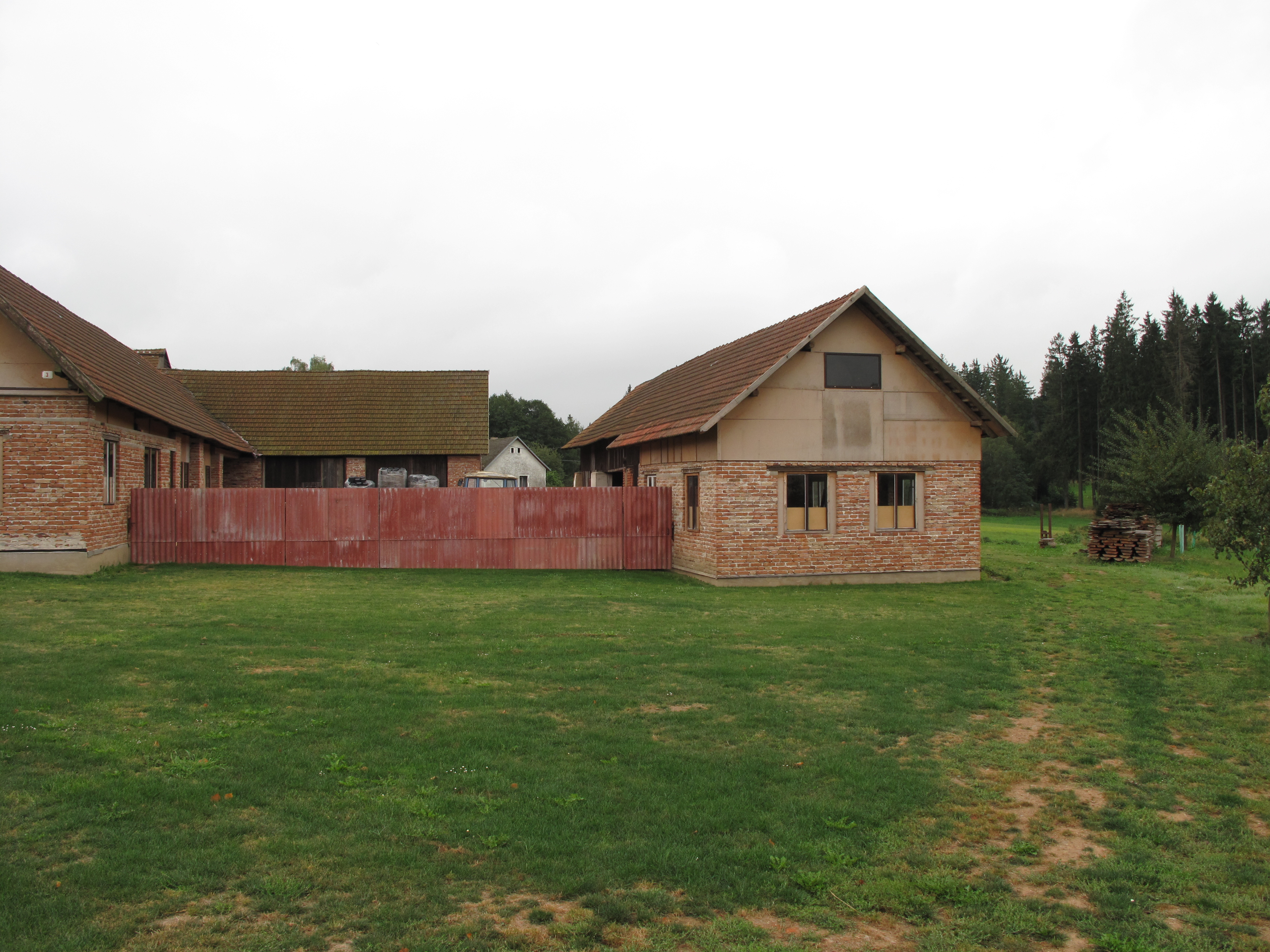
Dům
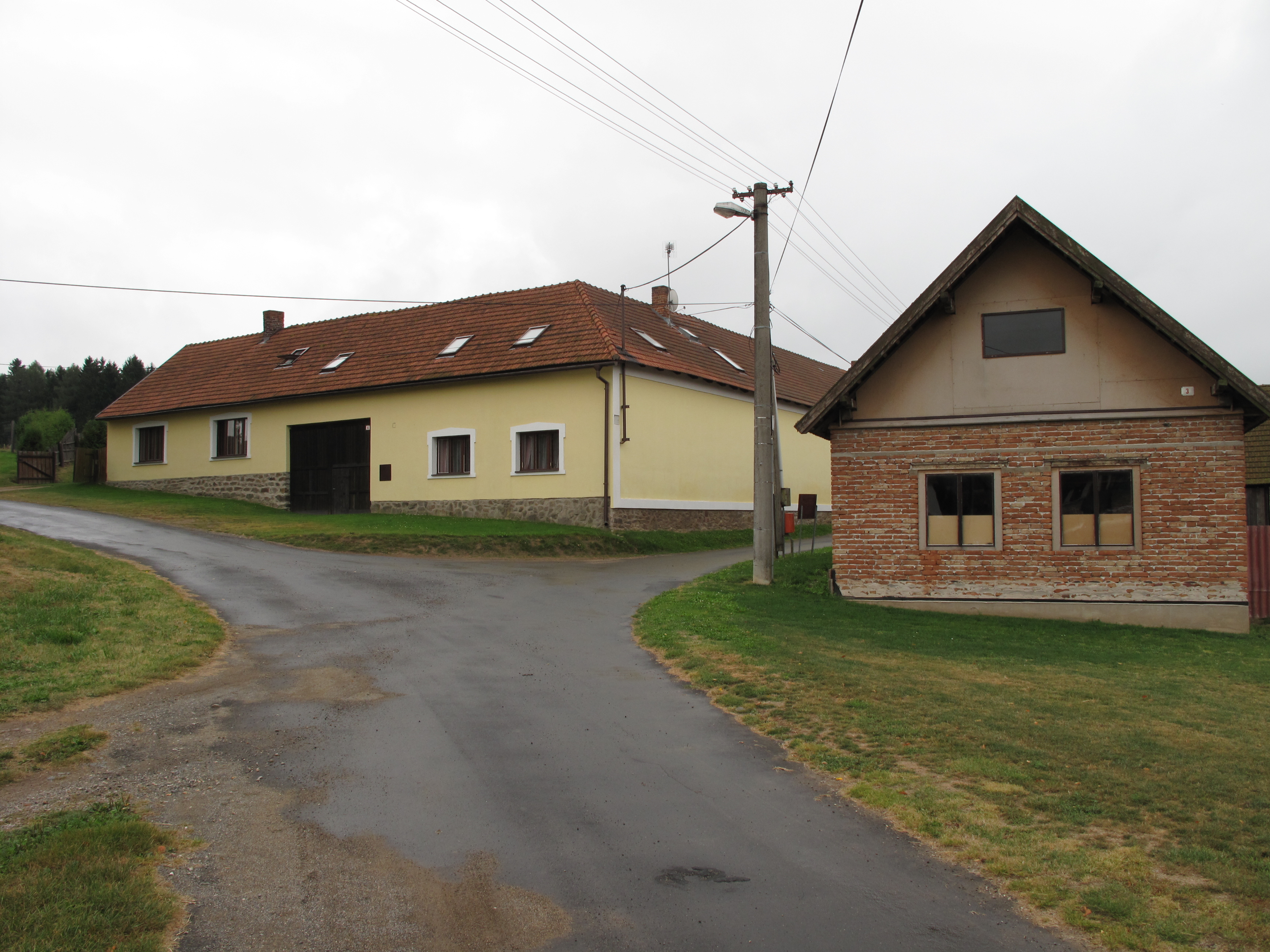
Domy
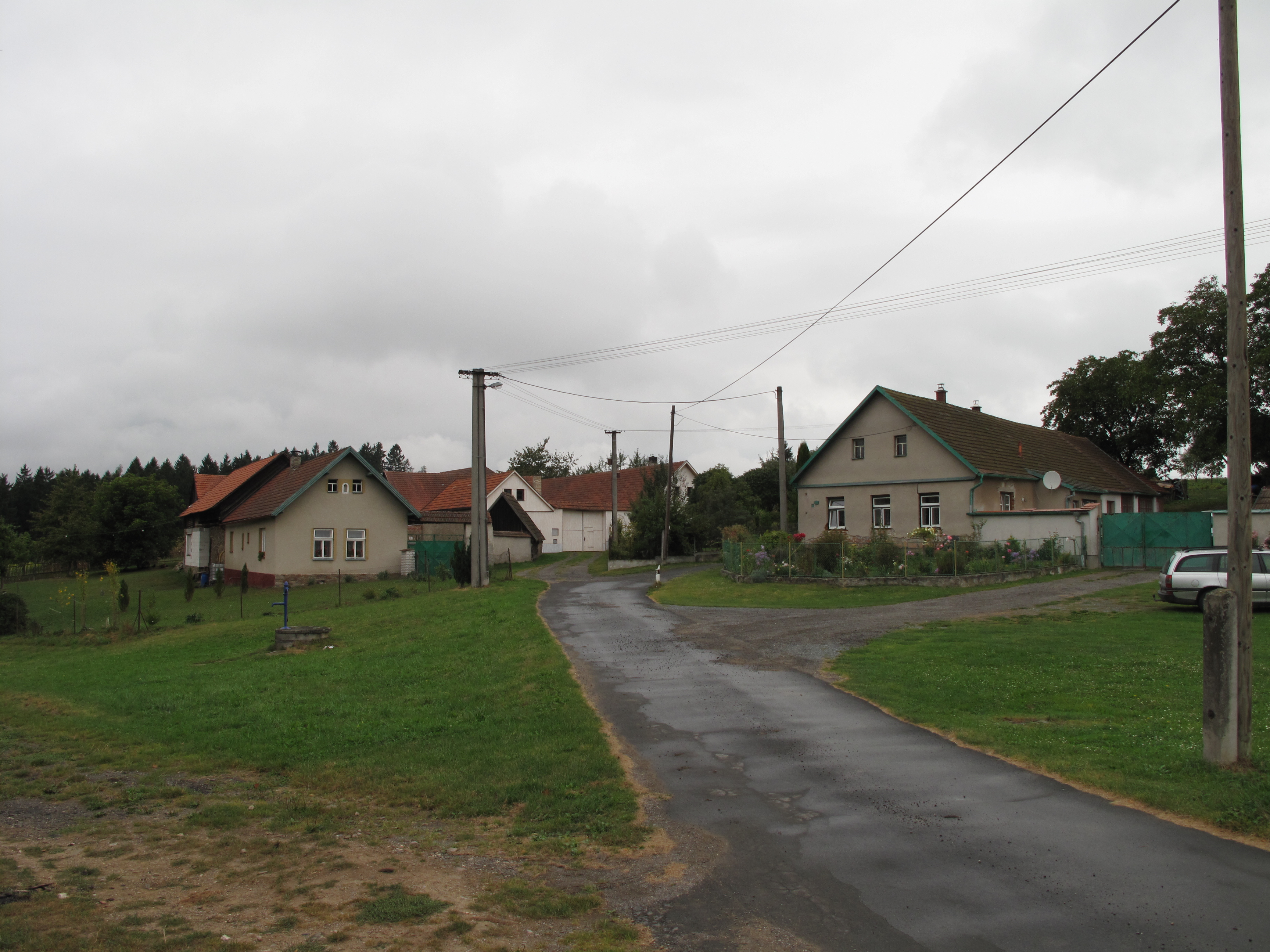
Náves